# New Zealand Geological Survey Antarctic Expedition
Die New Zealand Geological Survey Antarctic Expedition (NZGSAE, deutsch: Neuseeländische Geologisch Geodätische Antarktisexpedition) bezeichnet eine Reihe neuseeländischer Forschungskampagnen vom Ende der 1950er bis in die späten 1960er Jahre in Antarktika. Diese in der von Neuseeland beanspruchten Ross Dependency unternommenen Erkundungen, die vom neuseeländischen Geophysiker Edwin Robertson (1919–2022) initiiert wurden, dienten vorwiegend der geologischen Untersuchung und der geodätischen Vermessung, die darüber hinaus zu Benennungen zahlreicher geografischer Objekte führten. Dazu zählen bspw. der Lennox-King-Gletscher und die Supporters Range südlich des Ross-Schelfeises oder die Mountaineer Range und die Freyberg Mountains im Viktorialand.